# Semnopithecus priam
Semnopithecus priam  (лат.) — вид обезьян семейства мартышковых отряда приматов.

## Классификация
Ранее считался подвидом Semnopithecus entellus. Некоторые эксперты полагают, что этот вид является естественным гибридом между Trachypithecus johnii и Semnopithecus dussumieri. Это один из нескольких видов рода Semnopithecus названных в честь одного из героев древнегреческого эпоса Илиада, наряду с Semnopithecus hector и Semnopithecus ajax. Выделяют два подвида
- Semnopithecus priam thersites — остров Шри-Ланка и южный сектор Западных Гат в Индии
- Semnopithecus priam priam — Индия от штата Андхра-Прадеш до Тамил-Наду.[1]

## Статус популяции
Международный союз охраны природы присвоил этому виду охранный статус «Уязвимый», поскольку по оценкам 2008 года популяция должна сократиться по меньшей мере на 30% в течение 30 лет (3 поколения). Основная угроза популяции — охота.